# Елкмонт (Алабама)
Елкмонт (енгл. Elkmont) град је у америчкој савезној држави Алабама. По попису становништва из 2010. у њему је живело 434 становника.

## Демографија
Према попису становништва из 2010. у граду је живело 434 становника, што је 36 (7,7%) становника мање него 2000. године.
| Група             | 2000.       | 2010.       |
| Белци             | 391 (83,2%) | 373 (85,9%) |
| Афроамериканци    | 71 (15,1%)  | 55 (12,7%)  |
| Азијати           | 0 (0,0%)    | 0 (0,0%)    |
| Хиспаноамериканци | 6 (1,3%)    | 0 (0,0%)    |
| Укупно            | 470         | 434         |